# Interceptor (pel·lícula)
Interceptor és una pel·lícula dramàtica d'acció del 2022 dirigida per Matthew Reilly a partir d'un guió que va escriure conjuntament amb Stuart Beattie. La pel·lícula és protagonitzada per Elsa Pataky i Luke Bracey.
El rodatge va tenir lloc a Nova Gal·les del Sud durant un període de trenta-tres dies, a partir del 29 de març de 2021.
Interceptor es va llançar a Netflix a escala mundial el 3 de juny de 2022, incloent-hi els subtítols en català. Prèviament, s'havien anunciat previsions per estrenar la pel·lícula a les sales de cinema a Austràlia el 2021, però no van fructificar. En canvi, la pel·lícula es va estrenar breument a Austràlia el 26 de maig de 2022, la setmana abans del seu llançament mundial de Netflix.

## Repartiment
- Elsa Pataky com a capitana J.J. Collins
- Luke Bracey com a Alexander Kessel
- Aaron Glenane com a Beaver Baker
- Mayen Mehta com a corporal Rahul Shah
- Rhys Muldoon com a tinent coronel Clark Marshall
- Belinda Jombwe com a Ensign Washington
- Marcus Johnson com a general Dyson
- Colin Friels as Frank Collins
- Zoe Carides com a president Wallace